# Anaspis salsolae
Anaspis salsolae es una especie de coleóptero de la familia Scraptiidae.

## Distribución geográfica
Habita en Chipre.